# Eogenes
Eogenes is een geslacht van vlinders van de familie dikkopjes (Hesperiidae), uit de onderfamilie Hesperiinae.

## Soorten
- E. alcides (Herrich-Schäffer, 1854)
- E. lesliei (Evans, 1910)